# Karpin (Białoruś)
Karpin (biał. Карпін, Karpin; ros. Карпин, Karpin) – wieś na Białorusi, w obwodzie brzeskim, w rejonie małoryckim, w sielsowiecie Ołtusz.

## Historia
W dwudziestoleciu międzywojennym folwark leżący w Polsce, w województwie poleskim, w powiecie brzeskim, w gminie Małoryta.
Po II wojnie światowej w granicach Związku Sowieckiego. Od 1991 w niepodległej Białorusi.